# 莱普雷欧
莱普雷欧（法語：Les Préaux，法語發音：[le pʁeo]）是法国厄尔省的一个市镇，位于该省西北部，属于贝尔奈区。

## 地理
莱普雷欧（49°19'27"N, 0°28'37"E）面积5.96 平方千米，位于法国诺曼底大区厄尔省，该省份为法国北部内陆省份，北起滨海塞纳省，西接奧恩省和卡爾瓦多斯省，南至厄尔-卢瓦省，东临瓦兹省、瓦兹河谷省和伊夫林省。
与莱普雷欧接壤的市镇（或旧市镇、城区）包括：圣桑福里安、塞勒、图维尔-叙蓬托德梅尔。

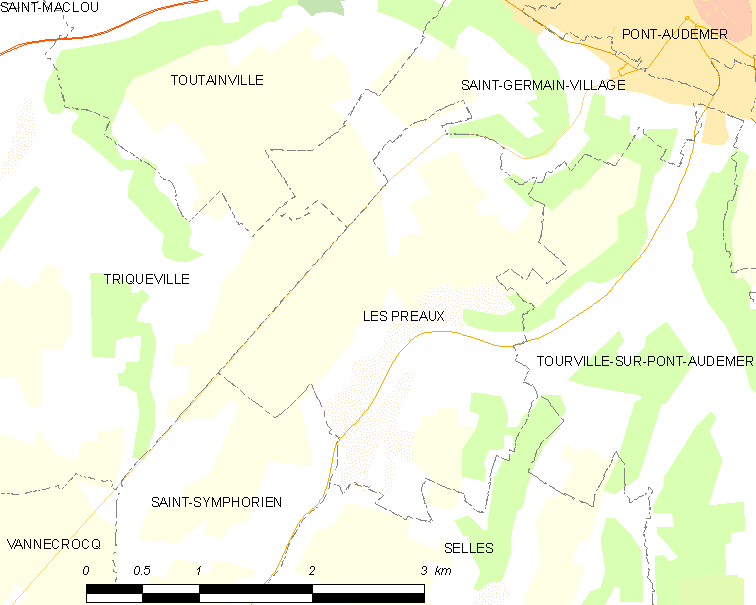
莱普雷欧的OSM定位图

莱普雷欧的时区为UTC+01:00、UTC+02:00（夏令时）。

## 行政
莱普雷欧的邮政编码为27500，INSEE市镇编码为27476。

## 政治
莱普雷欧所属的省级选区为蓬托德梅尔县。

## 人口

1962-2008年间莱普雷欧人口变化图示

莱普雷欧于2022年1月1日时的人口数量为396人。